# ضبط السكري
ضبط أو إدارة أو التحكم بالسكري، مرض السكري هو أحد الامراض المزمنه الذي لم يجد له إلى الآن عام (2008) علاج. ومن الأمراض المرتبطة بدوره إلى اعاقة الجلوكوز، وتغيير الأيض. إدارة هذا المرض يمكن ان تشمل تعديل نمط الحياة مثل المحافظة على الوزن السليم، والغذاء، والرياضة ورعايه القدم.

## نظرة عامة على الإدارة

### تعقيدات متصلة بالإدارة
أهم التعقيدات التي تنبع من طبيعه التغذية المرتده من الحلقة نفسها، وهي تسعى إلى ان تنظم:
- دورة الجلوكوز، هو النظام الذي يتأثر بعاملين: دخول الجلوكوز إلى مجرى الدم وكذلك مستويات الدم من الانسولين للسيطرة على النقل من اصل مجرى الدم.
- بوصفها نظاما، تكون حساسه بالنسبة للنظام الغذائي وممارسة التمارين الرياضية.
- ومن المتضررين من الحاجة للمستخدم تحسبا نظرا لتعقيد اثار التأخيرات الزمنية بين أي نشاط وتأثير كل منها على نظام الجلوكوز.
- الإدارة بدرجه كبيرة تتطلب تدخل شديد والامتثال هو مشكلة بحد ذاتها، لأنه يعتمد على المستخدم تغيير نمط الحياة (في كثير من الأحيان) على العادية للأخذ العينات وقياس مستويات السكر في الدم، عدة مرات في اليوم في كثير من الحالات.
- وتتغير على حسب تقدم العمر في السن وعلى حسب تطور حالته.
- وتكون فرديه تماماً، يعني أنه ليس اية نوع من الحمية أو التمارين تنفع أي مريض بالسكري.

السكري هو عامل خطر رئيسي لامراض القلب والاوعيه الدموية، والسيطرة على عوامل الخطر الأخرى التي يمكن ان تؤدي إلى الدرجة الثانية، وكذلك مرض السكر في حد ذاته، هو واحد من جوانب إدارة السكري. فحص الكولسترول، LDL، HDL وثلاثي الغليسريد قد تشير إلى مستويات فَرْطُ بروتيناتِ الدَّمِ الشَّحْمِيَّة، والتي قد تستدعي العلاج مع عقار من نوع ناقِصُ شَحْمِيَّاتِ الدَّم. فحص ضغط الدم وابقائه ضمن حدود صارمه (باستخدام النظام الغذائي والعلاج الذي يقلل ضغط الدم المرتفع) وتحمي الشبكية، والكلية وأمراض القلب والأوعية الدموية من مضاعفات مرض السكري. والمتابعة المنتظمة من قبل اخصائي القدم أو غيرها من اخصائيي صحة الأقدام، قد يشجع التنمية لمنع مضاعفات السكري التي تصيب القدم. الامتحانات والاختيارات السنويه لمرض السكري تقترح رصد التقدم لمضاعفات السكري في اعتلال الشبكية..
الانزعاج وعدم الراحة المتكررة لقياسات سكر الدم قد يشكل تحديا كبيرا وحتى وقت قريب. مؤخرا أحدث الاجهزه التي ترصد مستويات السكر على أساس مستمر قد وضعت، على النحو المفصل أدناه:

#### الترقيات المبكرة
في أواخر القرن التاسع عشر، السكر في البول (glycosuria) كان مرتبطاً مع مرض السكري. درس مختلف الأطباء هذا الصدد. دراسة فريدريك الن ماديسون عن مرض السكري في 1909-1912، ثم نشر الدراسة بكيمات كبيرة، الدراسات المتعلقة بـ (بِيلَةٌ سُكَّرِيَّة) ومرض السكري، (بوسطن، 1913). وقال انه اخترع طريقة للعلاج عن طريق الصوم، يسمى بعلاج آلن لمرض السكري. وكانت حميته في وقت مبكر في محاولة إدارة مرض السكري.

#### التقربات الحديثة
النهج الحديثة لداء السكري في المقام الأول تعتمد على إدارة التغذية وأسلوب الحياة، وكثيرا ما يكون مقترنا عن طريق أجهزة رصد متطورة لمشاهدة مستوى الجلوكوز في الدم.
يتيح النظام الغذائي وإدارة الرقابة والتوعية من أنواع المواد الغذائيه التي تدخل الجهاز الهضمي، ولهذا السبب يسمح بطريقة غير مباشرة، والسيطرة على التغييرات الكبيرة في مستويات السكر في الدم. مراقبة نسبة الجلوكوز في الدم، والمراقبة المشددة للمريض، مهمة جداً نظرا لأن بعض اعراض مرض السكري ليست سهلة بالنسبة للمريض إلى مريض آخر دون اشعار القياس الفعلي.
وتشمل النهج الأخرى وغيرها من ممارسة أسلوب الحياة التغييرات التي تؤثر على دورة الجلوكوز.
وبالإضافة إلى ذلك، وجود شراكة قوية بين المريض ومقدم الرعاية الصحية الأولية—اختصاصي الطب الباطني أو اختصاصي الطب الباطني العام—هي اداة أساسية في الإدارة الناجحة لمرض السكري. الرعاية الصحية الأولية في كثير من الأحيان تجعل التشخيص الأولي من الطبيب للمرض السكري ناجح، وتوفر الأدوات الأساسية للحصول على العناية التامة للمريض. وبناءً على تشخيص مرض السكري، يجب أن يكون هناك طبيب الرعاية الصحية الأولية، متخصص، أو اختصاصي الغدد الصماء، لإجراء التامرين البدنيه كاملة والفحص الطبى. مع الأخذ بعين الاعتبار إجراء تقييم شامل يغطي المواضيع التي تهم المريض مثل:
- قياسات الطول والوزن
- قياسات ضغط الدم.
- فحص الغدة الدرقية.
- فحص لكشف شذوذ في حركة الايدي والاصابع والقدمين واصابع القدم والدورة الدموية.
- اختبارات الدم لقياس نسبة السكر في الدم الصيام، a1c، والكولسترول
- تاريخ الأسرة مع مرض السكري، وأمراض القلب والاوعيه الدموية، والسكتة الدماغيه
- الظروف الصحية قبل الإصابة.
- قائمة الادوية الحالية، بما في ذلك:
  - وصفات الأدوية.
  - الأدوية التي يأخذها المريض بكشل أكبر من اللازم.
  - الفيتامينات والمعادن أو الاعشاب.
- تاريخ بداية التدخين، بما في ذلك تشجيع الإقلاع عن التدخين (إن وجد).
- علامات مضاعفات بالحمل أو محاولات للحصول على الحمل للمرأة المريضة.
- عادات الأكل وممارسة التمارين
- عيوب الرؤية، للتحقق من العين لقضايا الصحة
- التبول العيوب، التي يمكن ان تشير إلى أمراض الكلى
- مرض السكري يمكن ان يكون معقدة جدا، والطبيب يحتاج إلى أكبر قدر ممكن من المعلومات لمساعدة المريض على وضع نظام فعال لإدارة هذه الخطة.

الطبيب يمكن ان يجعل من الإحالات طائفة اضافية واسعة من المهنيين لدعم الرعاية الصحية. في مدينة كبيرة قد يكون هناك مركز السكري فيه العديد من المتخصصين، مثل المربين، واخصائيوا الحميات، والعمل معا كفريق واحد. أما في المدن الأصغر حجما، الرعاية الصحية يجوز لفريق معا بطريقة مختلفة قليلا ويتوقف ذلك على أنواع من الممارسين في هذا الميدان. عن طريق العمل معا، والاطباء والمرضى يمكن ان يشكلوا فريق ناجح للرعاية الصحية المثلى في إدارة السكري على المدى الطويل.

## البول السكري/داء السكري
النوع الأول: يحدث عندما يتوقف البنكرياس عن إنتاج مقادير واضحة كافية من هرمون الأنسولين، ويعزى ذلك عادة لانهيار المناعة الذاتية لخلايا بيتا المنتجة للأنسولين في البنكرياس.
النوع الثاني: داء السكري من النوع الثاني في المقابل يعتقد حالياً أنه ينتج بسبب هجمات مناعية على البنكرياس أو مقاومة الأنسولين بنكرياس الشخص المصاب بداء السكر من النوع الثاني يمكن أن ينتج كميات كبيرة غير اعتيادية من الأنسولين.

## من الأنواع الأخرى لداء السكري
أنواع السكري المرتبطة ببداية البلوغ "داء سكري للشباب "، يمكن أن يكون عبارة عن اجتماع نقص إنتاج الأنسولين ومقاومة الأنسولين، قد تكون هناك درجة معينة من مقاومة الأنسولين لدى الشخص المصاب بداء السكري من النوع الأول.
الهدف الأساسي من التحكم بالسكر هو استعادة التمثيل الغذائي للهيدروكربونات إلى المستوى الطبيعي، ولتحقيق ذلك فإن الأفراد الذين يعانون من اضطراب كامل في الأنسولين يحتاجون للاستعاضة بعقار الأنسولين والذي يعطى باستخدام الإبر (الحقن) أو بالضخ..
مقاومة الأنسولين في المقابل يمكن معالجتها من خلال الحمية الغذائية والتمارين.
أهداف أخرى لتنظيم السكر (التحكم في داء السكري) هو منع أو معالجة المضاعفات العديدة التي قد تنتج عن المرض نفسه وعن معالجته.